# Ludwig Ihmels
Ludwig Heinrich Ihmels, född 29 juni 1858 i Middels, död 7 juni 1933 i Leipzig, var en tysk teolog.
Ihmels blev professor i Erlangen 1898 och i Leipzig 1902 samt ordförande i Allgemeine envangelisch-lutherische Konferenz 1907. Då biskopsämbetet återupprättades i Sachsen 1922, blev Ihmels dess förste innehavare. Hans huvudarbete är Die christliche Wahrheitsgewissenschaft der Gegenwart in Selbstdarstellungen (1925).